# Kenn Navarro
Kenn Navarro (Manila, 1979) è un animatore filippino naturalizzato statunitense, conosciuto per aver creato il popolare cartone animato, presente su Internet, Happy Tree Friends.

## Biografia
Nato e cresciuto a Manila (Filippine), dopo la laurea in disegno industriale con specializzazione in animazione all'Università di San Francisco, Kenn ha lavorato su alcuni video musicali indipendenti e progetti di animazione di breve durata agli studi 6'2 di Larkspur, California. 
Kenn è entrato a far parte di Mondo Mini Shows nel 1998, quando la compagnia si stava espandendo.
Kenn Navarro è anche noto come voce di Lifty, Shifty, Flippy e Cuddles di Happy Tree Friends